# Chiesa della Madonna Bianca
La chiesa della Madonna Bianca, chiamata anche Santa Maria Nuova di Ancarano o Santa Maria dell'Annunziata, è un edificio religioso rupestre di origini trecentesche. Si trova poco distante dalla frazione di Sant'Angelo di Ancarano, lungo la strada che, attraverso la valle Campiana, da Norcia porta a Preci. La sua forma attuale è frutto di rifacimenti e ampliamenti avvenuti tra il XIV e il XVI secolo. Il titolo Madonna Bianca dipende dall'altorilievo quattrocentesco oggetto di grande venerazione fin dall'antichità.

## Storia
Non si conosce l'anno esatto di costruzione della chiesa, probabilmente fu poco dopo l'abbandono di Castelfranco, un castello di pendio sorto per volere del Comune di Norcia al fine di controllare militarmente l'ingresso in paese. Ma gli abitanti, pur essendo esentati dal pagamento delle tasse, lo abbandonarono presto in favore dei luoghi sottostanti più pianeggianti, meno impervi, e qui costruirono anche il loro luogo di culto. Alcune fonti fanno risalire la distruzione del castello al terremoto del 1328. I primi cenni dell'esistenza della chiesa si trovano in antichi documenti del 1361. Completata nel 1508, fu rimaneggiata più volte per le lesioni riportate in occasione dei vari terremoti, come quello del 1979, quello del 1997 e l'ultimo dell'ottobre 2016. 
La chiesa ha subito nuovi ingenti danni durante il terremoto del Centro Italia del 2016, soprattutto nella mattina del 30 ottobre. A gennaio 2017 si è provveduto alla messa in sicurezza dell'intero edificio; mentre il mese precedente era stata recuperata la campana ed erano stati trasferiti al sicuro la Madonna Bianca e il Crocifisso ligneo con i rispettivi tabernacoli. 
Probabilmente nel corso degli anni la chiesa è stata oggetto di saccheggi che l'hanno depredata di opere e arredi. La Fondazione Federico Zeri colloca al suo interno una tela di Baldo de' Sarofini, Madonna assunta con angeli, fotografata nel 1912, ma dell'opera, da lungo tempo, non vi è traccia.

## Descrizione

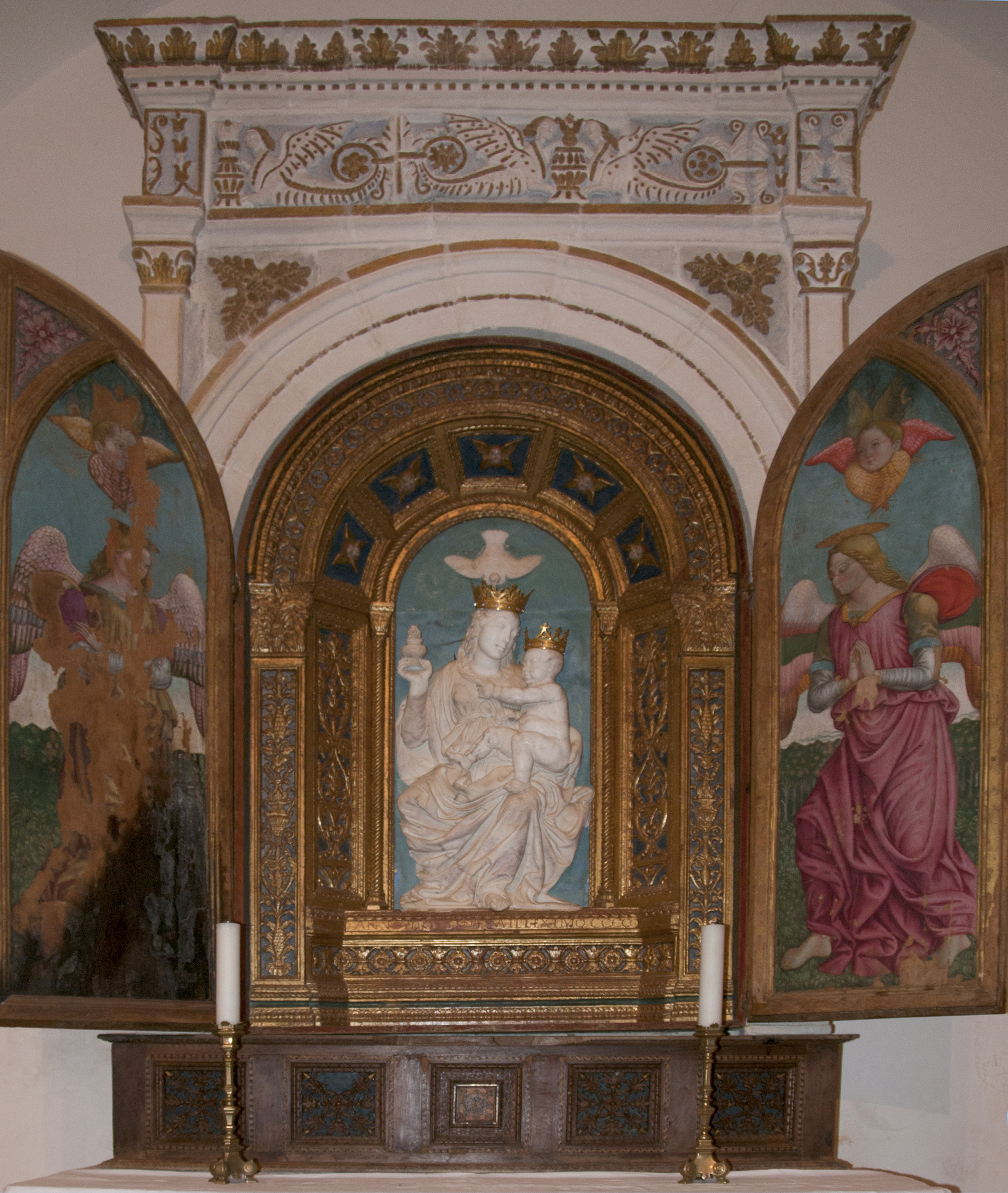
Altorilievo in marmo Madonna con Bambino. Nelle ante dipinti Angeli adoranti su legno

### Esterno
L'originario edificio trecentesco in pietra bianca era ad una sola navata; il portale tardo-gotico, con cornice scolpita, due leoni stilofori e colonnine leggere furono opera di maestri lombardi. Subì diversi ampliamenti, il più importante avvenne alla fine del XV secolo quando venne aggiunta la navata di destra e il portico laterale a sei arcate, coperto da volte a crociera sorrette da esili colonne e pavimentato a schiazze, cioè con lastre rettangolari di pietra locale, di varia misura e di diverse tonalità di colore. Allo stesso periodo risale la torre campanaria con unico fornice per una grossa campana. Alcuni anni più tardi, forse nel 1522 quando la chiesa passò alla Basilica Lateranense, venne aggiunto sulla facciata il portico a cinque arcate, molto simile a quello del duomo di Spoleto. Sopra l'arco di sinistra è presente uno stemma lateranense. Alla sinistra del ricco portale c'è un'edicola affrescata dalla bottega degli Sparapane da Norcia, artisti attivi in zona fra il 1400 e il 1450; rappresenta Madonna in trono con Bambino tra i santi Rocco, Benedetto e Sebastiano, sulla volta a crociera le immagini dei quattro evangelisti, affreschi tutti ormai poco leggibili.

### Interno
All'interno le due navate sono separate da quattro colonne e due grandi archi che sorreggono il tetto. 
Entrando a destra, sopra l'acquasantiera, brani di affreschi del XV secolo; a sinistra la scala d'accesso alla torre campanaria, sotto si trova un antico fonte battesimale.

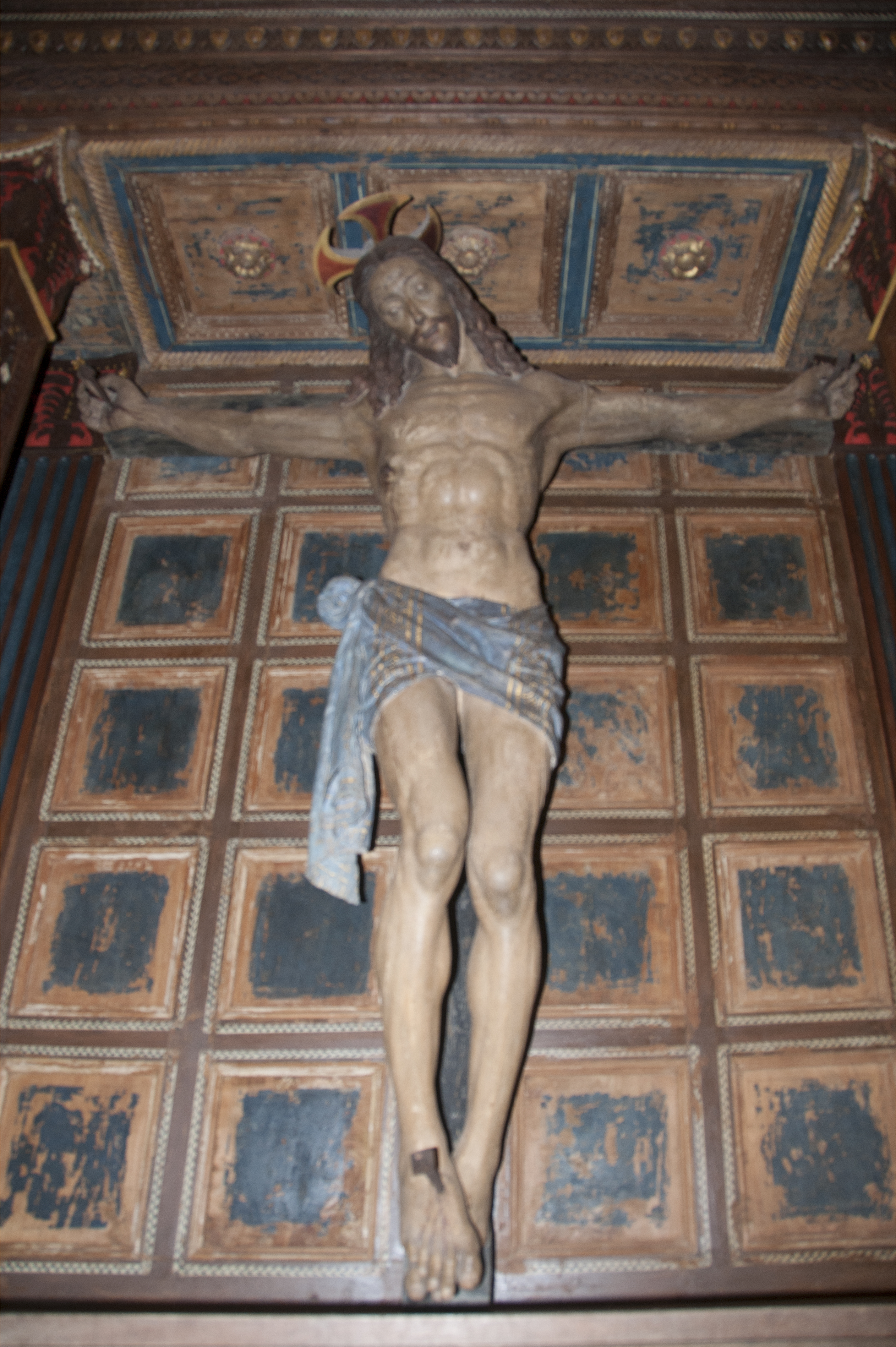
Crocifisso ligneo

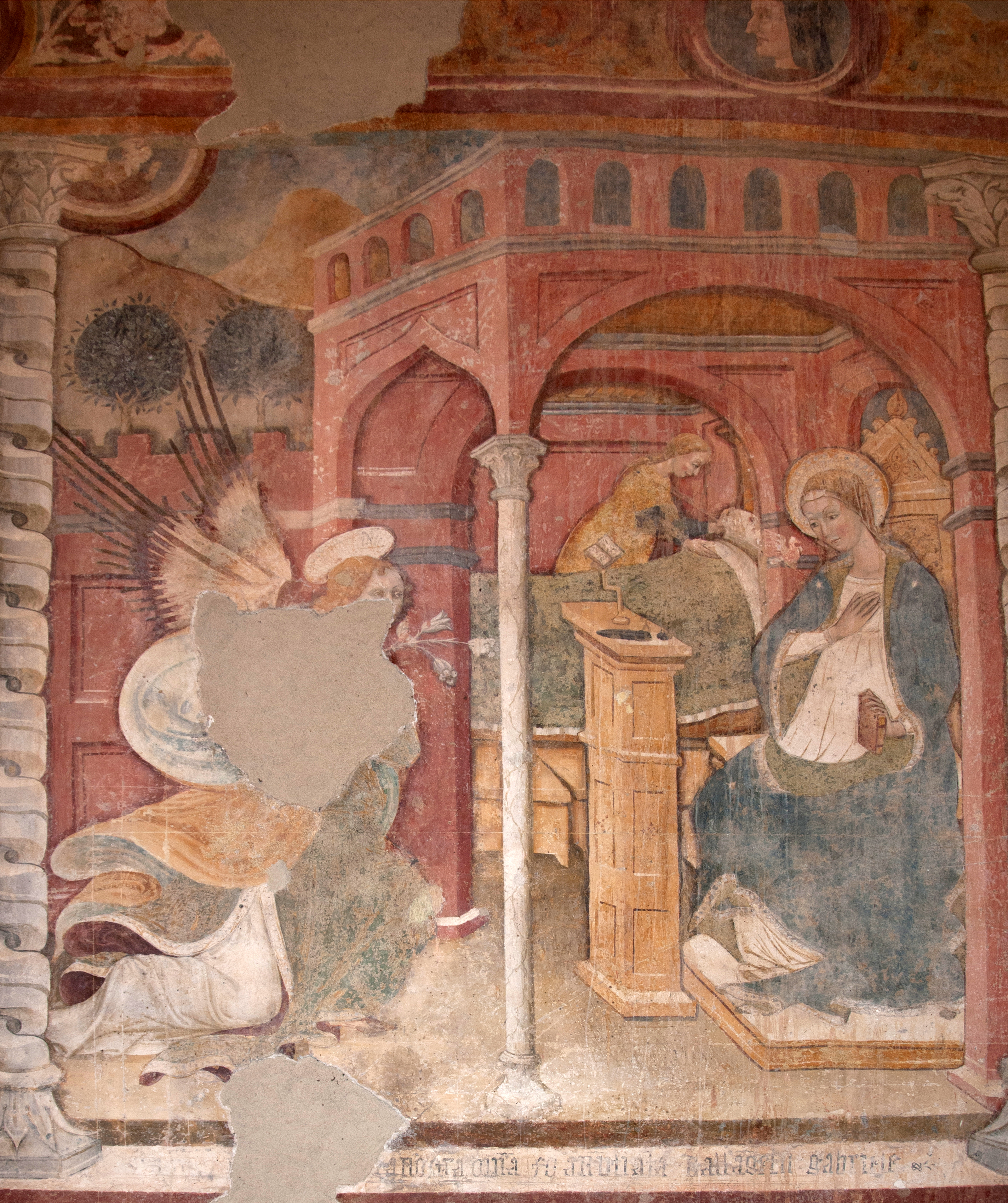
Annunciazione di Antonio Sparapane

La navata destra è abbellita da un ciclo pittorico quattrocentesco diviso in due registri. Quello superiore, datato 1476 e attribuito ad Antonio Sparapane, ha come soggetto scene tratte dalla vita di Maria: lo Sposalizio della Vergine, l'Annunciazione, la Madonna in trono con Bambino fra due angeli, la Presentazione di Gesù nel Tempio con Maria che reca due tortore in offerta, la Dormitio Mariae e il transito della Vergine. Quello inferiore sviluppa temi relativi alla devozione locale, immagini a volte ripetute, dipinte come ex voto su richiesta di vari committenti spinti da riconoscenza per grazie ricevute o per invocare protezione. Si distinguono: Madonna con Bambino vestito alla moda dell'epoca, Madonna del Latte, S. Francesco e S. Chiara, Madonna col Bambino con in mano un uccello e al collo una collana di corallo contro il malocchio, San Tommaso d'Aquino, S.Amico patrono dei boscaioli col lupo al guinzaglio, un santo con l'ostia e S. Caterina. 
Sulla parete di sinistra un altare in muratura dedicato ai santi Rocco e Sebastiano, nelle nicchie le rispettive statue in legno fatte restaurare da un fedele nel 1855, durante un'epidemia di colera.
Il presbiterio, che consta di due cappelle, è sollevato di due gradini e coperto da due volte a crociera. Sul pilastro tondo che separa due cappelle è affrescata una Crocifissione datata 1521. Nella cappella a destra contiene l'importante altorilievo del 1488 in marmo bianco su fondo azzurro, attribuito a Francesco di Simone Ferrucci, allievo del Verrocchio. Rappresenta la Madonna col Bambino: Maria tiene in grembo il Bambino e solleva un vasetto fiammeggiante, oggetto simbolo tradizionalmente attribuito alla Carità. La veste le si avvolge in fitte pieghe, l'acconciatura è elegante, l'espressione del volto tormentata. La colomba dello Spirito Santo, anch'essa in marmo bianco, posta sulla lunetta in alto, lavorata su un'altra lastra di marmo, è stata aggiunta successivamente. La scultura è incastrata in un tabernacolo ligneo ricco di intagli, con colonnine a torciglione, datato 1511 e firmato "Marinangelus", artista forse appartenente alla bottega dei Seneca di Piedivalle. Due angeli adoranti, opera di un artista umbro sconosciuto (forse Giovanni Battista da Affida), sono dipinti sugli sportelli aperti e sono databili fra il XV e il XVI secolo. Sulle ante chiuse sono raffigurati gli apostoli Pietro e Giovanni.
La cappella di sinistra accoglie una nicchia lignea quadrata con sportelli e base decorati nel 1513, opera dei Seneca di Piedivalle; al suo interno un Crocefisso ligneo attribuito a Benedetto da Maiano. Tornando verso l'uscita a destra due affreschi datati 1507: Madonna col Bambino e la Resurrezione di Lazzaro.

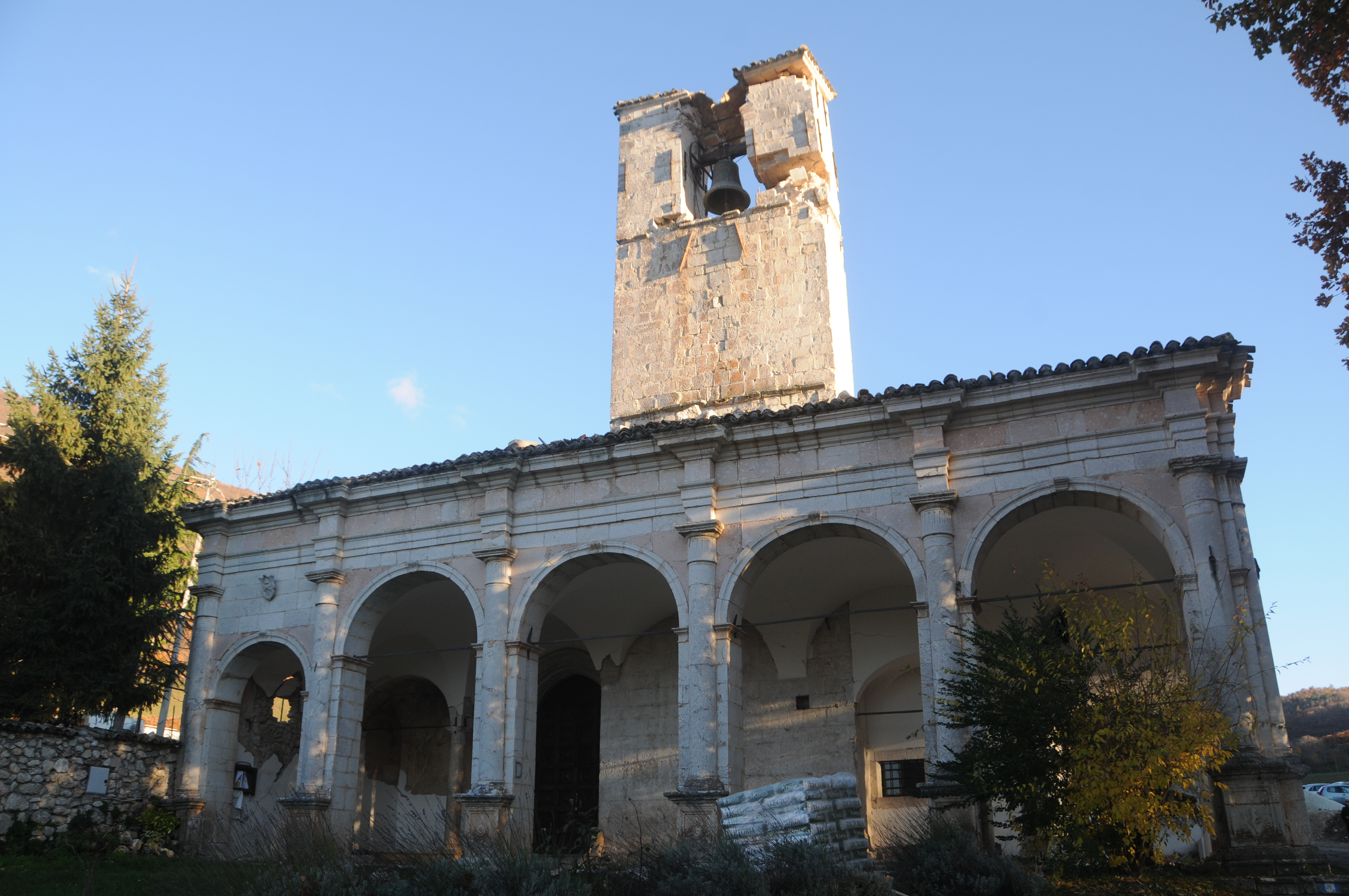
Facciata
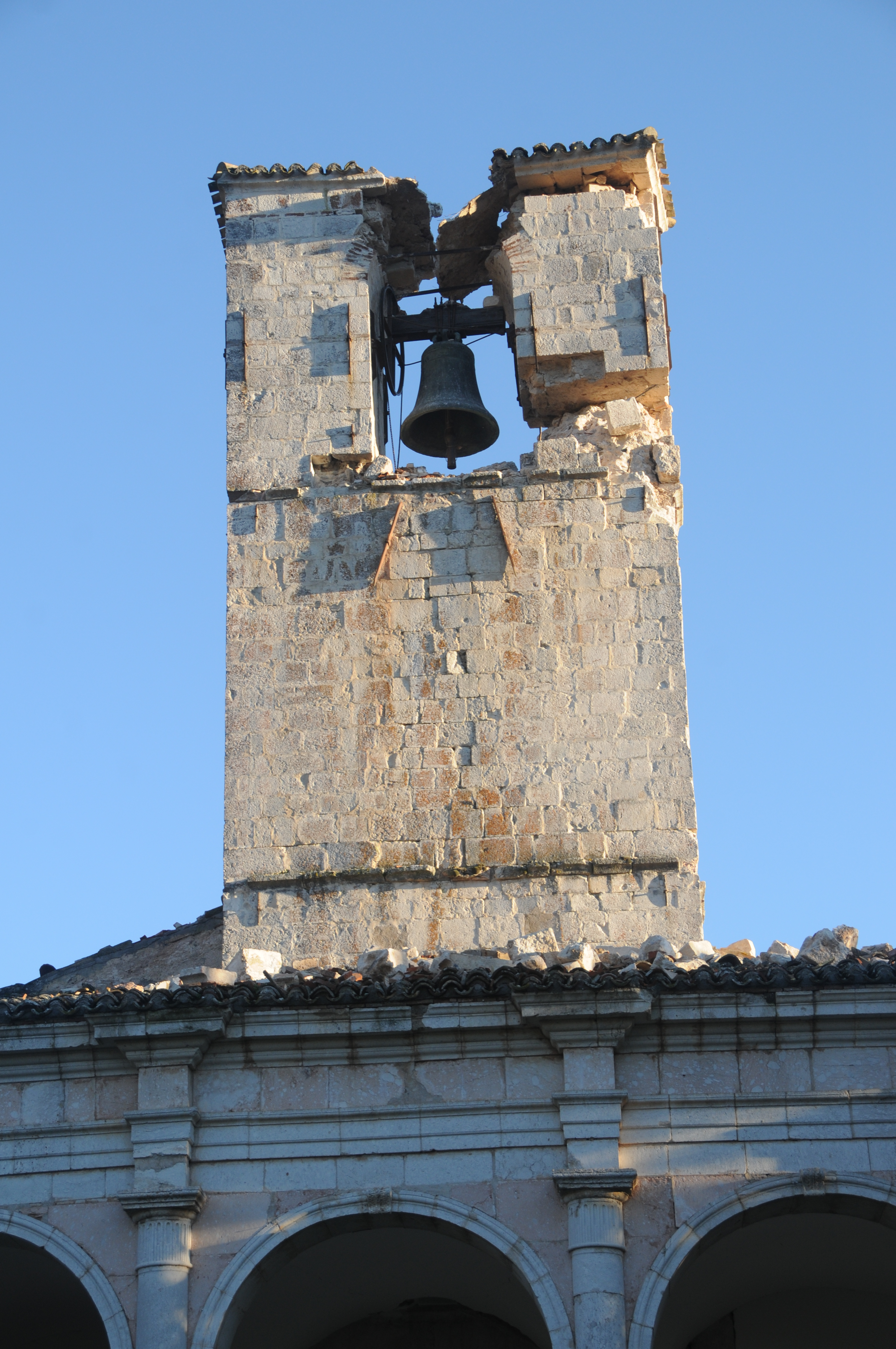
Campanile
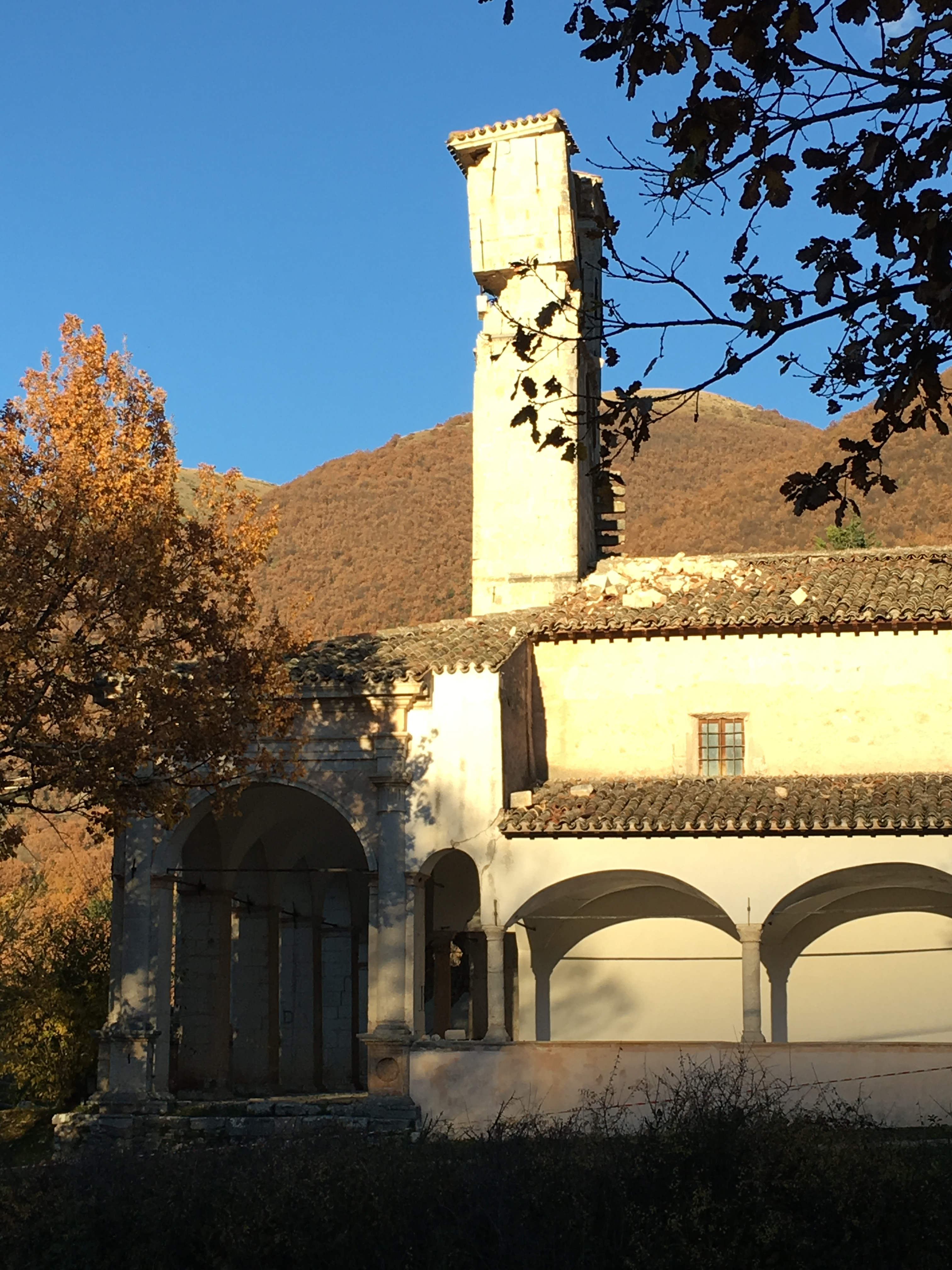
Campanile
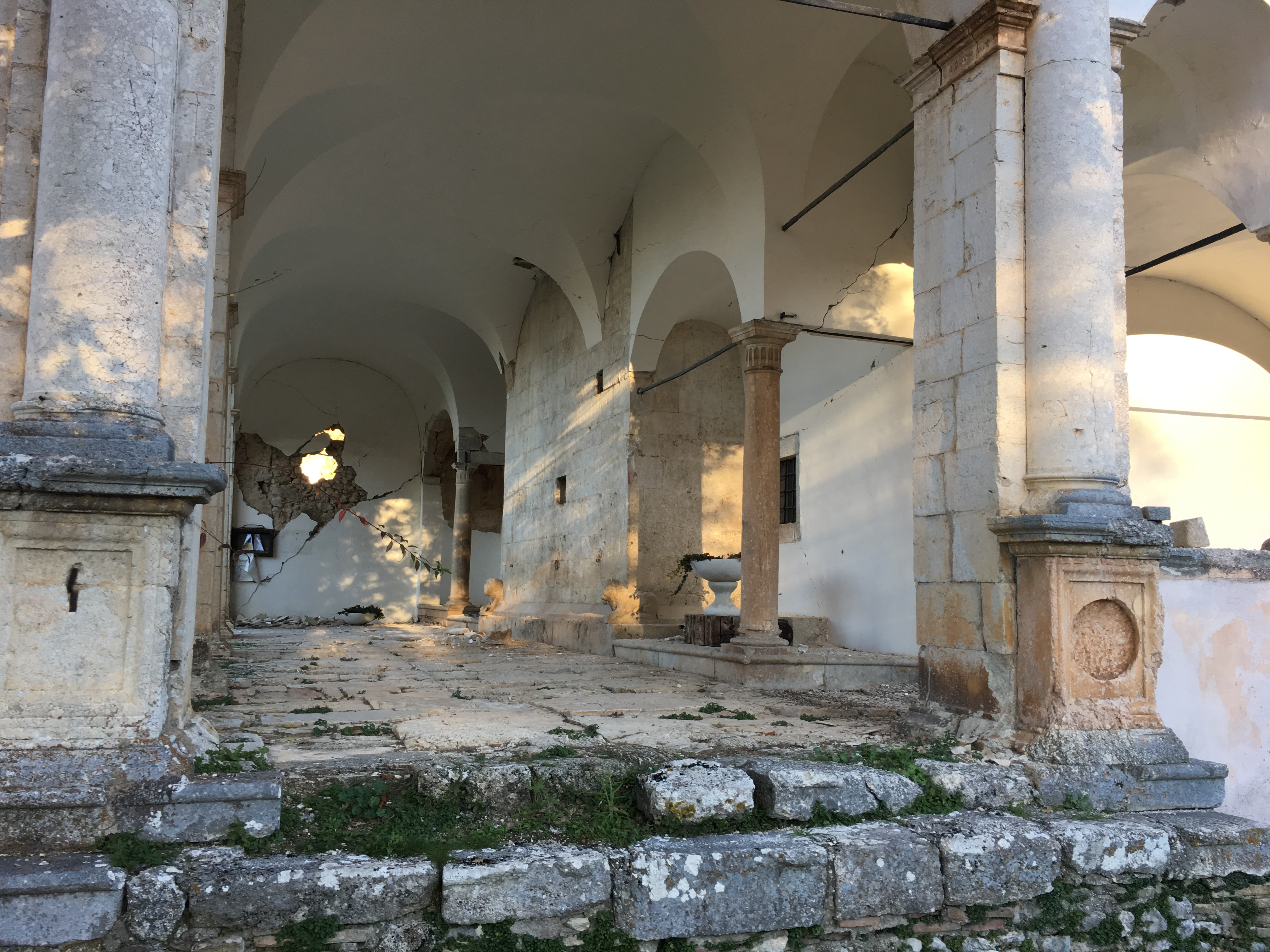
Portico frontale cinquecentesco
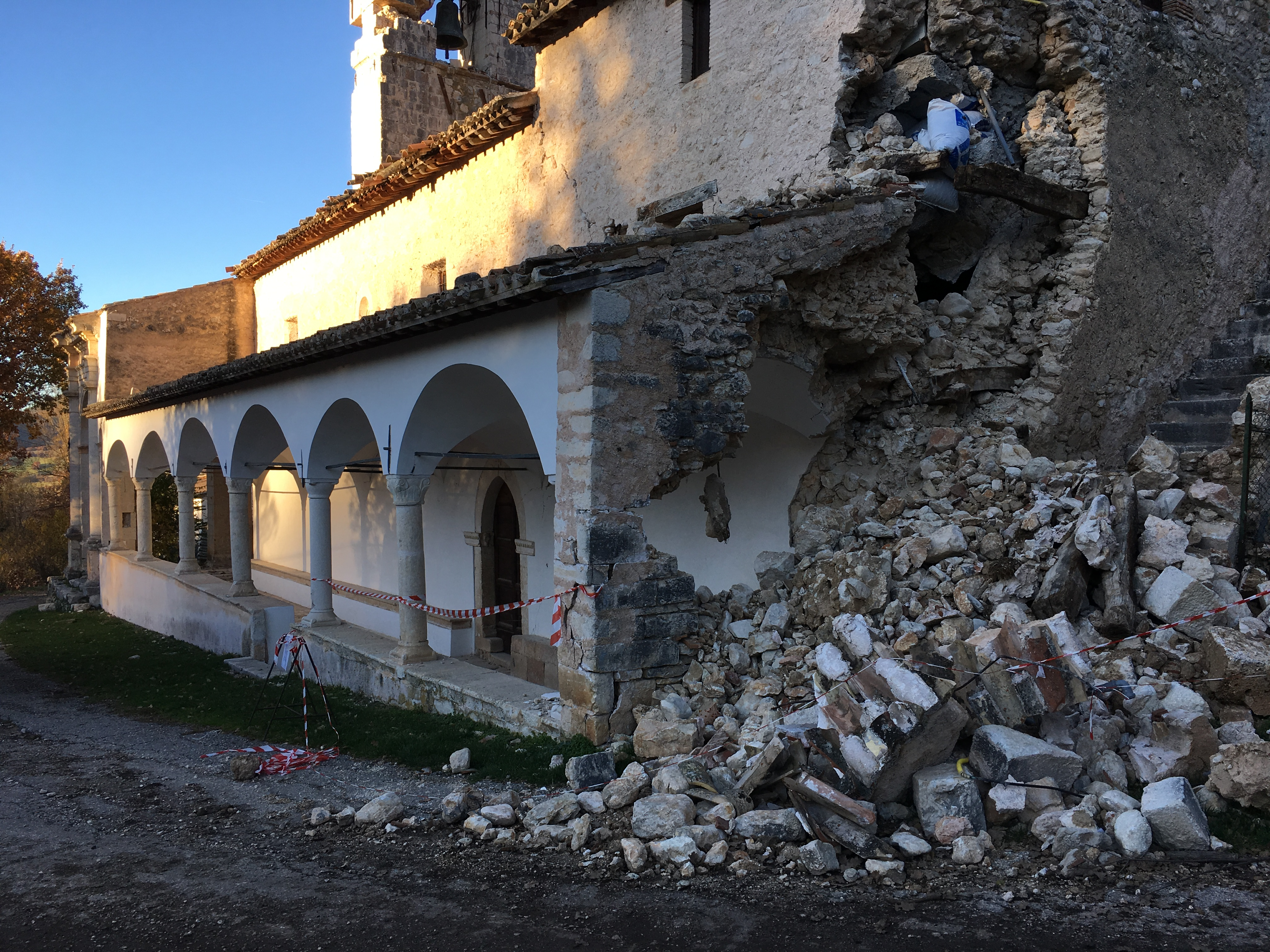
Portico laterale trecentesco
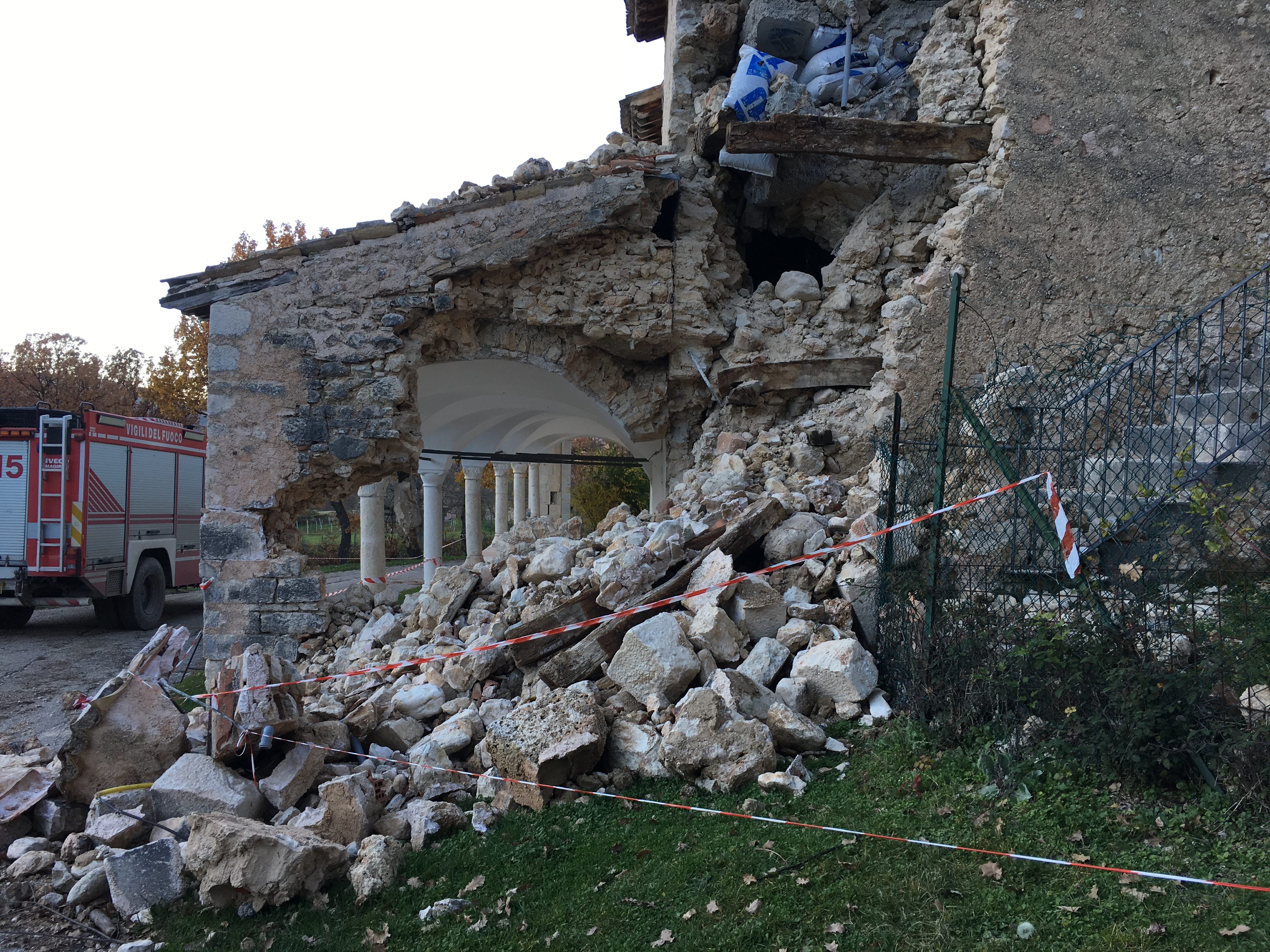
Portico laterale trecentesco